# Lawrence Cherono
Lawrence Cherono (Kenia; 7 de agosto de 1988) es un atleta keniano especialista en carreras de fondo, ganador de dos Grandes Maratones —maratón de Boston de 2019 y maratón de Chicago de 2019—. Su mejor tiempo en el maratón es de 2:04:06, realizado en Ámsterdam el 21 de octubre de 2018.
Cherono también ha ganado otras maratones como la de Sevilla, Hong Kong, Praga o Honolulú.
El 16 de julio de 2022 queda FUERA DEL MUNDIAL DE ATLETISMO OREGON 2022   POR DOPAJE Y EVASIÓN DE PARADERO, como consecuencia no podrá estar en la línea de salida en la prueba de maratón del mundial de atletismo Oregón  .
La suspensión es por el consumo de Trimetazidina, fármaco que trata el dolor de pecho, y  ayuda a que el oxígeno llegue al pecho, además el sistema digestivo trabaja mejor.